# Núria Subietas
Núria Subietas (Barcelona?, segle XX) fou una jugadora de tennis de taula catalana.
Membre del Tívoli Ping Pong Club, es proclamà campiona de Catalunya de dobles (1944), fent parella amb Josefina Tió. Per equips, guanyà la primera edició del Campionat d’Espanya per equips femenins (1943), juntament amb Conxita Panadès i Josefina Tió.